# Gassensensationen
Gassensensationen ist ein internationales Straßentheaterfestival in Heppenheim an der Bergstraße.
Das erste Straßentheaterfestival  Gassensensationen fand in Heppenheim vom 10.–13. Juli 1993 statt. Seitdem zeigt die Veranstaltungsreihe jährlich Künstler und Ensembles aus der ganzen Welt. Das Spektrum der Darbietungen reicht von Straßen- und Platzinszenierungen über Schattenspiel, Stelzen- und Figurentheater bis hin zu Performance und Comedy. Eigenproduktionen und Kunstprojekte im Bereich Straßentheater, die speziell für die Gassensensationen inszeniert werden, sind seit 1994 regelmäßiger Bestandteil des Festivals. Alle Veranstaltungen finden bei freiem Eintritt statt.  Veranstalter ist die Stadt Heppenheim. Der künstlerische Leiter der Gassensensationen ist Stefan Behr.
Das Festival findet jeweils nach dem ersten Wochenende im Juli von Mittwoch bis Samstag statt. Bespielt werden die Plätze der historischen Altstadt sowie die örtliche Freilichtbühne. Jährlich besuchen mehr als 25.000 Besucher die rund 50 Veranstaltungen. Finanziert werden die Gassensensationen aus öffentlichen Mitteln, Sponsorengeldern und aus Zuschüssen durch einen Förderverein.
Aus dem Festival ging 1998 das Theater Anu hervor, das heute zu den wichtigsten deutschen Straßentheatergruppen zählt. Von 2001 bis 2004 entstand im Rahmen des Festivals der Heppenheimer Laternenweg: 150 Scherenschnitte zeigen auf den Straßenlaternen der Altstadt Motive hessischer Sagen. Der Laternenweg ist ganzjährig besuchbar. Führungen finden jeden Samstag von Mai bis September statt.